# Party Sahne
Party Sahne ist ein Lied des deutschen Rappers Ski Aggu aus dem Jahr 2022. Der Rapsong ist Teil von Ski Aggus Debütalbum 2022 war Film gewesen und avancierte zum Charthit in Deutschland und Österreich.

## Entstehung und Veröffentlichung
Das Lied wurde vom Interpreten selbst getextet. Das Instrumental wurde von den Musikproduzenten Endzone und Ericson produziert. Es basiert auf einem Sample von Jerk It Out (2002) der schwedischen Band Caesars, weshalb Caesars-Bandmitglied Joakim Åhlund ebenfalls als Autor und Komponist aufgeführt wird.
Die Erstveröffentlichung von Party Sahne erfolgte als Single am 6. Oktober 2022 bei Jungeratze. Diese erschien als digitaler Einzeltrack zum Download und Streaming. Am 1. Dezember 2022 erschien das Lied als Teil von Ski Aggus Debütalbum 2022 war Film gewesen, dessen fünfte Singleauskopplung es ist. Am 12. Januar 2023 erschien ein Remix des Liedes unter dem Titel Party Sahne (aber schneller). Es handelt sich um eine verschnellerte Version des Originals auf einem neuen Instrumental von Moritz Dauner, mit 175 Schlägen pro Minute.

## Inhalt
Das Tempo von Party Sahne beträgt 136 Schläge pro Minute. Inhaltlich dreht sich der Titel um für Ski Aggu typische Themen wie Partyexzesse und Hedonismus. Der im Refrain verwendete Ausspruch „Disco Disco, Party Sahne“ spielt auf das Lied Disco Partizani (2007) von Shantel an.

## Musikvideo
Zu Party Sahne wurde am Veröffentlichungstag ein Musikvideo auf YouTube veröffentlicht. Im Video läuft Ski Aggu in einem Sakko durch Berlin und spricht Passanten an, um ihnen mittels mitgebrachter Kopfhörer das Lied zu präsentieren. Es entstand unter der Regie von Rayene Rezouani und Ski Aggu.

## Kommerzieller Erfolg

### Chartplatzierungen
Party Sahne stieg am 14. Oktober 2022 auf Platz 52 in die deutschen Singlecharts ein und kletterte in den Folgewochen jeweils um einige Platzierungen. Die Höchstposition erreichte das Lied am 4. November 2022 mit Platz 32. Insgesamt hielt sich das Lied 58 Wochen in den deutschen Charts und gehört somit zur Liste der Lieder, die am längsten in den deutschen Singlecharts verweilten. 2023 belegte das Lied Rang 31 der deutschen Single-Jahrescharts. Ski Aggu gelang mit Party Sahne die erste Chartplatzierung seiner Karriere.
Auch in Österreich avancierte es zum Charthit. Es stieg am 25. Oktober 2022 auf Rang 67 ein und erreichte seine beste Platzierung mit Rang 47 am 11. Juli 2023. Insgesamt verweilte das Lied 30 Wochen in den österreichischen Charts.
| ChartsChartplatzierungen | Höchstplatzierung | Wochen |
| ------------------------ | ----------------- | ------ |
| Deutschland (GfK)        | 32 (58 Wo.)       | 58     |
| Österreich (Ö3)          | 47 (30 Wo.)       | 30     |

| ChartsJahrescharts (2023) | Platzierung |
| ------------------------- | ----------- |
| Deutschland (GfK)         | 31          |

### Auszeichnungen für Musikverkäufe
Im Jahr 2023 wurde das Lied in Deutschland mit einer Goldenen Schallplatte für über 200.000 verkaufte Einheiten ausgezeichnet. In Österreich erreichte das Lied im Juni 2023 Goldstatus und wurde im Januar 2024 mit der Platin-Schallplatte ausgezeichnet.
| Land/Region        | Auszeichnungen für Musikverkäufe (Land/Region, Auszeichnung, Verkäufe) | Verkäufe |
| ------------------ | ---------------------------------------------------------------------- | -------- |
| Deutschland (BVMI) | Gold                                                                   | 200.000  |
| Österreich (IFPI)  | Platin                                                                 | 30.000   |
| Schweiz (IFPI)     | Gold                                                                   | 10.000   |
| Insgesamt          | 2× Gold · 1× Platin ·                                                  | 240.000  |